# Taphozous longimanus
Taphozous longimanus is een zoogdier uit de familie van de schedestaartvleermuizen (Emballonuridae). De wetenschappelijke naam van de soort werd voor het eerst geldig gepubliceerd door Hardwicke in 1825.